# AMX-13
AMX 13 — французский лёгкий танк. Разработан в 1946—1949 годах и, неоднократно модернизируясь, производился серийно во Франции с 1952 по 1964 год, и по лицензии в Аргентине на предприятии Astarsa в 1968—1985 годах.

## Описание конструкции
Отличался необычной конструкцией с использованием так называемой «качающейся башни». Такая башня конструировалась специально для того, чтобы ввести механизированное заряжание пушки, по типу полуавтомат. По обе стороны ниши башни за казёнником пушки размещены два магазина барабанного типа по 6 снарядов в каждом. Сила отката вращает магазин и освобождает очередной снаряд, который скатывается на лоток, ось которого совпадает с осью канала ствола пушки. Затем снаряд досылается автоматически в ствол, закрывается затвор и производится выстрел. Такое устройство обеспечивает скорострельность 10-12 выстрелов в минуту и позволяет исключить из экипажа заряжающего. Расстреляв боекомплект, по существу безоружный танк должен покинуть поле боя и уйти для повторной зарядки магазинов. Они заполняются через люки в крыше башни. Угол возвышения пушки ограничивается упором кормовой ниши башни в крышу корпуса и равен 13°.
Один из наиболее распространённых лёгких танков в мире, AMX-13 поставлялся в 25 других стран и послужил базой для множества САУ 105-мм и 155-мм гаубиц, 120-мм миномётов, самоходной спаренной 30-мм зенитной установки, бронетранспортера, мостоукладчика и специализированных машин.
Танки АМХ-13 проходили модернизацию по вооружению. 75-мм пушка SA50 L/57 была заменена 90-мм CN90 F3. На части машин на лобовой детали башни устанавливались 4 ПТУР SS-11. В 70-х годах на АМХ-13 появилась модифицированная башня со 105-мм пушкой и лазерным дальномером. Кумулятивный снаряд пушки имеет начальную скорость 800 м/с и пробивает 400-мм броню. Башня FL-10 и её модификации устанавливались и на другие машины (в частности, на танки «Шерман»).
К началу 2000-х годов всё ещё состоял на вооружении ряда стран.

## Модификации
AMX-13-M24 — AMX-13 с установленной башней от M24 Chaffee. Из-за того что орудие танка SA50 L/57 было избыточным для уничтожения укреплений и пехоты французское военное ведомство заказало разработку дешёвой и простой боевой машины, способной эффективно использовать осколочно-фугасные боеприпасы, которым стал AMX-13-Chaffee (AMX-13-24). Ствол пушки M6, использовавшейся на Chaffee, был почти в два раза короче, чем у орудия AMX-13 — около 37 калибров против 71. Поэтому, проигрывая в бронепробиваемости французскому орудию, американское было более эффективным против пехоты, сооружений и незащищённой техники что и требовалось от танка во время войны. Машина была хорошо принята, и в марте 1960 года французские военные разместили заказ на 150 переоборудований.
После войны за независимость Алжира уцелевшие машины вернулись во Францию, где часть из них переделали для обучения механиков-водителей.
AMX-13 (FL11) — AMX-13 с установленным новым 75-мм орудием SA49 и с новой башней FL-11, аналогичной башне от E.B.R.75. К февралю 1952 года французы уже шесть лет сражались в Первой Индокитайской войне (1946—1954). Эта война велась между Францией и Việt Minh (Лига независимости Вьетнама). Государственный министр Франции по связям с ассоциированными государствами Жан Летурно потребовал, чтобы новейший танк французских вооружённых сил AMX-13 был направлен в кавалерийские части для борьбы с Việt Minh.
Однако AMX-13 не был пригоден для этой войны в своей нынешней комплектации. Его крупная башня FL-10 и длинная 75-мм пушка SA50 были просто непрактичны для использования в Азиатских регионах из-за неравномерности ландшафта. К тому же французы хотели транспортировать его по воздуху, но он был слишком тяжёлый для этого. Для удовлетворения этих потребностей было принято решение о необходимости модификации AMX-13, чтобы он был пригоден для использования в «тесных» условиях Азиатских регионов и достаточно лёгким для транспортировки по воздуху, что позволило бы использовать его в операциях колониальной полиции, независимо от окружающей среды или противника. Это было достигнуто путём сопряжения недавно разработанной башни FL-11, предназначенной для Panhard E.B.R.75, с существующим корпусом AMX-13, так и появился AMX-13 (FL11).
AMX 13 75 / AMX 13 90 / AMX 13 105 - установка на танк AMX 13 орудий 75 мм, 90 мм, и 105 мм калибра
Названия орудий :
75мм — 75mm SA49 и 75mm SA50
90мм — 90mm F3M
105мм — 105mm D. 1504
AMX-13SM1 - лёгкий танк Сингапура 1980-х годов, модернизированный и приспособленный к условиям Сингапура вариант французского танка AMX-13/105.
AMX 113 - индекс аргентинских AMX 13. Вооружался 90mm F3.
Patagon - аргентинские модифицированные AMX-113 и SK 105.

## Боевое применение
- Суэцкий кризис (1956).
- Война за независимость Алжира (1954—1962).
- Война во Вьетнаме (1957—1975).
- Вторая индо-пакистанская война (1965).
- Шестидневная война (1967).
- Третья индо-пакистанская война (1971).
- Гражданская война в Ливане (1975—1990).
- Война Альто-Сенепа (1995).
- Первая Ивуарийская война (2002—2007).

### Суэцкий Кризис
В ходе боя за Рафах 1 ноября израильские бронетанковые силы потеряли 13 танков AMX-13. В сражении у Бир-Род-Салема израильские AMX-13 подбили несколько египетских танков Т-34 и самоходку СУ-100.

### Война за независимость Алжира
AMX-13-Chaffee недолго служили в войне за независимость Алжира и свои задачи выполняли достаточно неплохо, некоторые были уничтожены в бою. Одним из известных операторов был 9E Régiment de Hussards (9-й гусарский полк), базирующийся в Оране. Нет никаких свидетельств того, что они служили в каком-либо другом месте.

### Война во Вьетнаме
Для армии Южного Вьетнама Франция поставила 50 танков AMX-13 и 10 M-24.
Камбоджа задействовала одну танковую бригаду (40 AMX-13 и 36 M-24). Они довольно активно использовались против войск Северного Вьетнама. По состоянию на 1972 год в строю осталось лишь 10 AMX-13 и 4 M-24.
Все камбоджийские и южновьетнамские танки были либо уничтожены, либо захвачены.

### Вторая индо-пакистанская война
Перед началом войны у Индии имелось 90 танков AMX-13.
В апреле 1965 года после нападений пакистанских террористов на границе, индийцы решили усилить оборону в Акхнуре ротой танков AMX-13 20-го танкового полка под командованием майора Роя Бхаскара. В этом месте располагался стратегический важный мост через реку Чанаб. 1 сентября Пакистан начал массированное вторжение на территорию Индии при поддержке 11-го и 13-го полков танков «Паттон» по направлению к мосту (Операция «Большой шлем»). На пути 70 средних пакистанских танков стояла лишь одна рота из 14 лёгких индийских танков AMX-13. Тем не менее индийские танкисты приняли бой, в первом столкновении, ведя огонь из засад и часто меняя позиции, индийцам удалось вывести из строя 3 танка M48. У индийцев получил попадание командирский танк, осколком был убит заряжающий, майора Бхаскара от попавшего осколка спас серебряный сувенир, лежавший в кармане. Вылетевшая на помощь индийская авиация усугубила и без того сложную ситуацию, в первом налёте случайно уничтожив 3 своих танка. 2 сентября, к моменту прибытия подкреплений из 20-го полка в индийской роте осталось всего 3 танка из 14. Пакистанцы от огня AMX-13 безвозвратно потеряли 10 «Паттонов» и несколько безоткатных орудий. Тем не менее, используя численное преимущество пакистанские танки продолжали медленно но верно пробиваться к Акхнуру. 5 сентября пакистанцы были остановлены всего в 10 километрах от моста в Акхнуре. В это же время Индия перешла в полномасштабное контрнаступление в направлении Лахора и Сиалкота, что заставило Пакистан вывести свои войска из района, операция «Большой шлем» окончилась провалом. За свои героические действия при обороне Акхнура майор Рой Бхаскар был награждён медалью Махавир Чакра.
Индийские AMX-13 участвовали в разгроме пакистанских «Паттонов» M47/48 во время сражения при Асал-Уттаре.

### Шестидневная война
В этой войне лёгкие танки AMX-13 использовали Израиль, Сирия и Египет. Для вторжения на территорию Египта Израиль отводил 134 танка AMX-13, ещё 44 таких танка отводилось для вторжения на территорию Сирии. Им пришлось столкнуться с такими грозными противниками, как средние танки Т-54 и M47/48.
6 июня, на синайском фронте, в сумерках батальон лёгких танков AMX-13 из бригады Авирама оказался далеко впереди по дороге на Исмаилию, когда встретился с двумя батальонами египетских Т-54. Несколько израильских танков и полугусеничных БТР были потеряны в считанные минуты, хотя и Т-54 понесли потери от фланговых атак. 75-мм пушка AMX-13 оказалась практически бесполезна против лобовой брони Т-54. Израильские танки отступили. Основная часть 13 потерянных израильских AMX-13 пришлась на этот бой.
В этот же день, на иорданском фронте, большая часть 2-го иорданского танкового батальона в районе Наблуса был зажата между двумя израильскими танковыми батальонами Рома. В ходе боя батальон иорданских «Паттонов» был практически разгромлен, один из AMX-13 уничтожил 7 танков M48.
Всего в ходе войны на синайском фронте было выведено из строя 7 египетских AMX-13 и 13 израильских из 134, на иорданском и сирийском фронтах было выведено из строя 3 сирийских AMX-13 и неизвестное число израильских из 44.

### Налёт на Ливан
15 сентября 1972 года израильские ВВС совершили бомбардировку позиций ливанской армии и палестинских лагерей на территории Ливана. Официальные ливанские лица подтвердили уничтожение в ходе налётов 3 танков и несколько «халф-трэков».

## Операторы
- Аргентина — 105 AMX-13, по состоянию на 2010 год[19]
- Венесуэла — 31 AMX-13, по состоянию на 2016 год[20]
- Индия — 90 AMX-13 на хранении, по состоянию на 2007 год[21]
- Индонезия — 275 AMX-13, по состоянию на 2016 год[22]
- Кот-д’Ивуар — 5 AMX-13, по состоянию на 2016 год[23]
- Марокко — 5 AMX-13, по состоянию на 2016 год[24]
- Перу — 96 AMX-13, по состоянию на 2016 год[25]
- Сингапур — около 350 AMX-13SM1, по состоянию на 2016 год[26]
- Швейцария — 200 танков АМХ-13 приобретены в 1952-1954-м гг. В армии Швейцарии использовались под обозначением Panzer 51 (Pz.51). В настоящее время сняты с вооружения
- Эквадор — 24 AMX-13, по состоянию на 2016 год[27]
- Южный Вьетнам — по состоянию на 1968 год, некоторое количество AMX-13V оставалось на вооружении южновьетнамской армии[28], но в дальнейшем, техника французского производства замещалась техникой американского производства

## Техника, созданная на базе танка AMX-13

### AMX-13 155mm F3
Первая европейская послевоенная САУ, которая была создана на базе танка AMX-13. Принята на вооружение в 1960 году. САУ имела орудие калибра 155 мм. Дальность поражения 25 км. Снаряды с собой не брала, их возил грузовик. Был установлен бензиновый 8-цилиндровый двигатель с жидкостным охлаждением Sofam Model SGxb. Разгонялась до 60 км/ч и имела запас хода на 400 км.

### AMX 105 AM
Первая САУ на базе AMX-13. Первый образец создан в 1950 году. Первые серийные САУ пополнили ряды вооружённых сил Франции в 1952 году. В рубке установили 105 мм орудие, а также 7,62 мм пулемёт. Боезапас — 56 боеприпасов, в число которых входили и бронебойные снаряды. Дальность поражения 15 км. Данные САУ поступали на экспорт — их использовали Марокко, Израиль и Нидерланды.